# 84 aC
L'any 84 aC va ser un any del calendari romà prejulià. En aquell temps, era conegut com a any del consolat de Cinna i Carbó (o, més rarament, any 670 ab urbe condita o de la fundació de la ciutat). L'ús del nom «84 aC» per referir-se a aquest any es remunta a l'alta edat mitjana, quan el sistema Anno Domini va ser el mètode de numeració dels anys més comú a Europa.

## Esdeveniments

### Regne del Pont
- Després de les derrotes de Mitridates VI Eupàtor a mans de Sul·la a les batalles de Queronea, Orcomen i la batalla naval de l'illa de Ténedos, Sul·la sotmet les illes gregues.[2][3] La tensió política provocada a Roma per la guerra social porten a Sul·la a proposar a Mitridates una sèrie d'acords per arribar a la pau. El tractat de Dardanos serveix per acordar els detalls finals de la rendició del regne del Pont. És el final de la Primera Guerra Mitridàtica. Sul·la es prepara per tornar a Roma.[4]

### Bitínia
- Pel tractat de Dardanos, Nicomedes IV Filopàtor és restablert pels romans al tron de Bitínia.[3]

### Antiga Roma
- Luci Corneli Cinna i Gneu Papiri Carbó són cònsols.
- Davant l'anunci del retorn de Sul·la, l'any anterior (85 aC) es van mobilitzar les legions per fer front a l'amenaça i es van declarar innecessaris els comicis i Carbó i Cinna es van proclamar cònsols per dos anys, per no veure's obligats a anar a Roma per fer l'elecció.[5]
- Les legions van cap a Grècia a través de la mar Adriàtica, però molts soldats es neguen a lluitar contra els seus compatriotes de les forces de Sul·la, i en un motí, mentre embarca les tropes cap a Libúrnia a Il·líria, Cinna mor a mans dels seus propis soldats.[6]
- Carbó torna a passar el mar amb les tropes i els tribuns l'insten per que vagi a Roma a designar el successor de Cinna. Quan Carbó arriba a Roma no pot celebrar els comicis, frustrats per estranys prodigis i queda com a cònsol únic la resta de l'any.[5]

## Naixements
- Surenes, ispahbadh (general) part.[7]

## Necrològiques
- Luci Corneli Cinna, consol romà (assassinat pels seus soldats).[6]
- Antíoc XII Dionisi, rei selèucida, lluitant contra els nabateus.[8]